# 諾曼 (加利福尼亞州)
諾曼（英語：Norman）是位於美國加利福尼亞州格伦縣的一個非建制地區。該地的面積和人口皆未知。

## 地理
諾曼的座標為39°24′29″N 122°11′31″W / 39.40806°N 122.19194°W，而該地的平均海拔高度為28米（即92英尺）。